# The World Became the World
The World Became the World es el quinto álbum de estudio y el segundo álbum en inglés de la banda italiana de rock progresivo Premiata Forneria Marconi, también conocida como PFM. Fue publicado en mayo de 1974 a través del  sello Manticore Records.

## Grabación y contenido

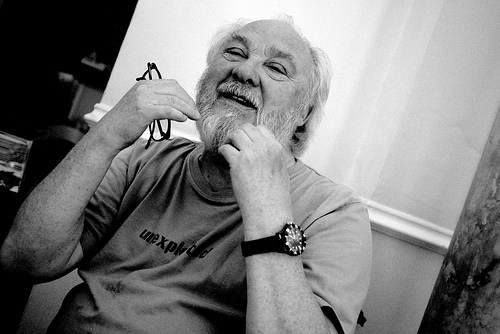
El letrista Peter Sinfield proporcionó letras en inglés en el álbum.

Las sesiones de The World Became the World tuvieron lugar entre noviembre de 1973 hasta febrero de 1974 en los estudios Advision, en Londres, Inglaterra. «Have Your Cake and Beat It» fue el único tema del álbum que se grabó en enero de 1974 en los estudios Fonoroma, en Milán, Italia. Al igual que el anterior álbum en inglés del grupo, Photos of Ghosts (1973), la banda grabó nuevas versiones en inglés del letrista de King Crimson y Emerson, Lake & Palmer, Peter Sinfield, no traducciones de las letras originales en italiano. El álbum incluye las mismas canciones (en diferente orden), además de «The World Became the World», una versión en inglés del primer sencillo de la banda «Impressioni di Settembre», del álbum Storia di un minuto (1972). Estas fueron las primeras sesiones de grabación en contar con el bajista Patrick Djivas, quien reemplazó al miembro fundador Giorgio Piazza.

## Composición
The World Became the World es un álbum de rock progresivo en esencia, pero muestra mayores influencias de la música jazz fusión. Descrito como más complejo y confuso que sus álbumes anteriores, abarca desde temas progresivos orientados al rock sinfónico («Four Holes in the Ground») hasta piezas con influencia del jazz rock («Have Your Cake and Beat It»). Todas las letras se cantan en inglés en lugar de italiano; «Is My Face on Straight» es el único tema cantado en el mismo idioma tanto en la versión italiana como en la internacional. El álbum contiene la presencia de temas largos, especialmente «The Mountain», que es el tema de estudio más largo de su historia, y hace uso de un coro sintetizado.

## Recepción de la crítica
Un escritor no especificado de Billboard comentó: “El segundo trabajo del importante grupo de rock italiano ofrece una mezcla de rock más fuerte y suave con una fina armonía vocal”.

## Rendimiento comercial
Billboard informó en la semana del 29 de junio de 1974 que The World Became the World fue el duodécimo álbum más reproducido por las estaciones de rock progresivo. La semana siguiente, The World Became the World se convirtió en el tercer álbum más reproducido de la semana.

## Lista de canciones
Todas las canciones escritas y compuestas por Franco Mussida, Flavio Premoli, Mauro Pagani y Peter Sinfield, excepto donde esta anotado. 
| Lado uno |                              |                               |                            |          |  |
| N.º      | Título                       | Escritor(es)                  | Versión italiana           | Duración |  |
| 1.       | «The Mountain»               |                               | «L'isola di niente»        | 10:42    |  |
| 2.       | «Just Look Away»             |                               | «Dolcissima Maria»         | 4:00     |  |
| 3.       | «The World Became the World» | Mussida Pagani Sinfield [ a ] | «Impressioni di Settembre» | 4:44     |  |

| Lado dos |                              |                                |                  |          |  |
| N.º      | Título                       | Escritor(es)                   | Versión italiana | Duración |  |
| 1.       | «Four Holes in the Ground»   |                                | «La Luna Nuova»  | 6:21     |  |
| 2.       | «Is My Face on Straight»     | Mussida Premoli Sinfield [ b ] |                  | 6:17     |  |
| 3.       | «Have Your Cake and Beat It» | Mussida Premoli [ c ]          | «Via Lumière»    | 7:17     |  |

## Créditos y personal
Créditos adaptados desde las notas de álbum de The World Became the World.
Premiata Forneria Marconi
- Franz Di Cioccio – batería, percusión, voces
- Ian Patrick Djivas – bajo eléctrico, voces
- Franco Mussida – guitarra, voz principal
- Mauro Pagani – instrumento de viento-madera, violín, voces
- Flavio Premoli – teclados, voces

Personal técnico
- Premiata Forneria Marconi – producción, arreglos
- Claudio Fabi – producción, arreglos
- Martin Rushent – ingeniero de audio en todas las canciones excepto «Have Your Cake and Beat It»
- Declan "Food" O'Doherty – ingeniero asistente en todas las canciones excepto «Have Your Cake and Beat It»
- Piero Bravim – ingeniero de audio en «Have Your Cake and Beat It»
- Ambrogio Ferrario – ingeniero asistente en «Have Your Cake and Beat It»

Diseño
- Fabio Nicoli Associates – diseño
- Terry Gough – ilustración
- Christine Spengler – fotografía